# 32-я флотилия кригсмарине
32-я флотилия подводных лодок кригсмарине — подразделение военно-морского флота нацистской Германии.

## История
32-я флотилия была создана в апреле 1944 года в Кёнигсберге как учебное подразделение. Командующим флотилией стал фрегаттен-капитан Герман Ригиле. Основной задачей 32-й флотилии было обучение экипажей использованию новейших малых «электролодок» типа XXIII.
32-я флотилия была расформирована в мае 1945 года.

## Состав
В составе 32-й флотилии проходили обучение экипажи 43-х подводных лодок:
| Тип   | Количество | Представители |
| ----- | ---------- | --- |
| XXI   | 2          | U-3001, U-3002 |
| XXIII | 41         | U-2321, U-2322, U-2324, U-2325, U-2326, U-2327, U-2328, U-2329, U-2330, U-2331, U-2334, U-2335, U-2336, U-2337, U-2338, U-2339, U-2340, U-2341, U-2342, U-2343, U-2344, U-2345, U-2346, U-2347, U-2348, U-2349, U-2350, U-2351, U-2352, U-2353, U-2354, U-2355, U-2356, U-2357, U-2358, U-2359, U-2360, U-2361, U-2362, U-2363, U-2364 |

## Командиры
| Время                   | Командующий флотилией           |
| ----------------------- | ------------------------------- |
| апрель 1944 — март 1945 | фрегаттен-капитан Герман Ригиле |
| март — май 1945         | корветтен-капитан Ульрих Хайзе  |